# イコマ製菓本舗
株式会社イコマ製菓本舗（イコマせいかほんぽ）は奈良県生駒市でラムネ菓子を製造、販売する企業。現在の代表者である平口治の父親、平口一雄が戦後に創業した。
主にラムネ菓子のキャラクター商品づくりを請け負ってきたが、1990年代に入り直販専用商品であるレインボーラムネを製造するようになった。

## レインボーラムネ

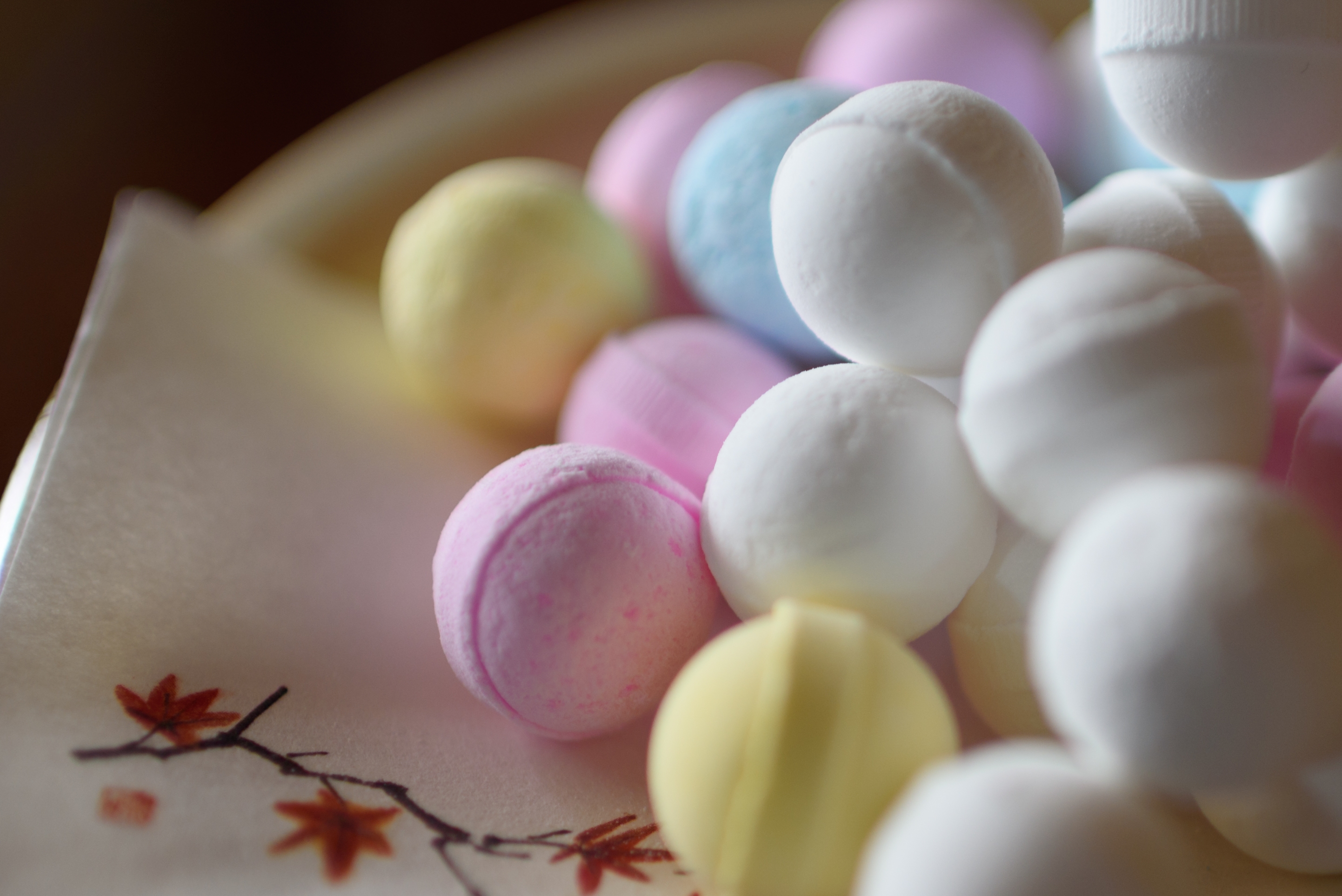
イコマ製菓本舗の製造するレインボーラムネ

1990年代に入り日本でサッカーブームが沸き起こると、サッカーボールをイメージした直径20 mmの丸型のラムネを1年がかりで製造した。スポーツニュース番組でゴールしたサッカーボールの軌道を虹色に編集しレインボーゴールと呼んだのをヒントにこれをレインボーラムネと名づけた。レインボーラムネは当初あまり売れなかったものの、SNSサイトmixiを中心に話題となり人気商品に変わっていった。しかし、1日に製造できる限界の量が400袋（1袋750グラム）のため抽選による販売を行っている。以前は年2回イベントホールで先着2500人の予約販売会を開いていたが、朝7時にはイベントホールの600台の駐車場は満車となり、周辺も大渋滞になったことから2013年9月からは年2回（3、9月）の葉書での抽選になった。2014年3月には約3500人分に対し約14万1400件の応募があった。ある販売店では1日に80袋しか入荷できず、3日前に告知するが週末には兵庫県、岡山県からも来客があり150人以上が並ぶという。
イコマ製菓本舗のある生駒市ではふるさと納税の寄付額が落ち込んでおり、2013年度は372万円だった。2014年度からこのレインボーラムネをふるさと納税の特典に加えたところ、寄付者のほとんどは約10種類ある返礼品の中からレインボーラムネを希望し、2014年度は1757件、約1800万円の納税があった。
2018年にはUHA味覚糖との共同開発商品としてサイズを小さくした「レインボーラムネ ミニ」と「レインボーラムネ ミニ ソーダ味」が同社より販売されている。

## メディア
- 情報満載ライブショー モーニングバード!（2014年6月5日）
- 秘密のケンミンSHOW（2014年1月16日）
- 未来創造堂（2008年12月26日）
- ちちんぷいぷい（2017年4月21日）
- 松本家の休日（2018年12月15日）